# Kookaburra Sits in the Old Gum Tree
Kookaburra Sits in the Old Gum Tree (auch: Kookaburra-Song) ist das beliebteste Kinderlied Australiens. Der Text spielt auf eine in Australien bekannte Vogelart an, den Kookaburra (Jägerliest, auch „Lachender Hans“), der durch seinen eigenartigen Ruf klingt, als ob er lache.

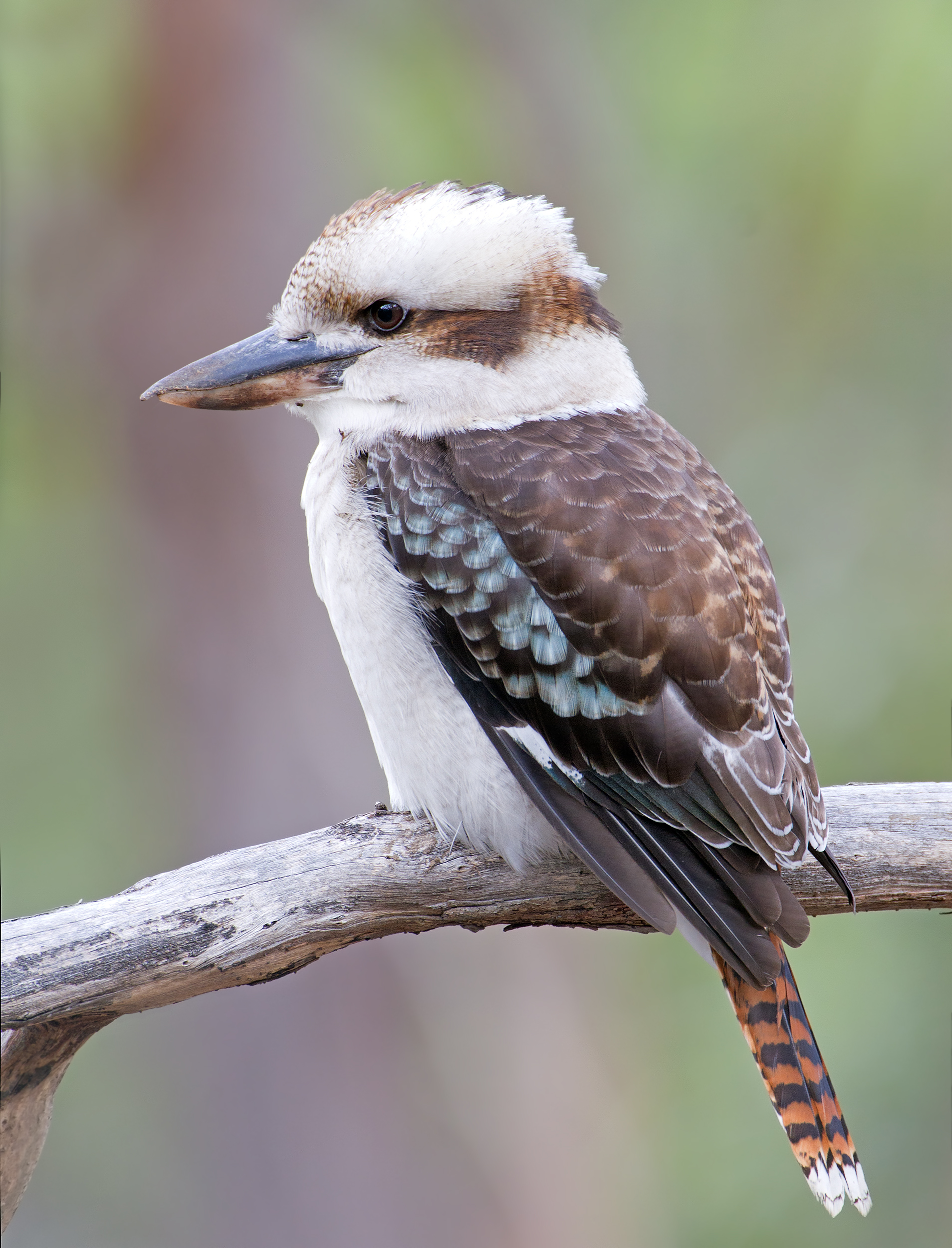
Kookaburra

Die australischen Kinder lernen diesen Kanon in den Kindergärten und Grundschulen.
Text und Musik wurden Anfang der 1930er Jahre von der australischen Musiklehrerin Marion Sinclair (9. Oktober 1896 – 15. Februar 1988) komponiert. Sinclair veröffentlichte das Lied 1934 als Beitrag zu einem Wettbewerb der Victoria-Girl Guides. Erstmals wurde der Kanon 1934 im Rahmen eines großen Jamboree der Pfadfinderinnen in der Nähe von Melbourne aufgeführt; im 20. Jahrhundert wurde das Lied weltweit populär.
Ein australisches Gericht urteilte am 30. Juli 2009, dass die Flötenmelodie im Lied Down Under der australischen Band Men at Work ein Plagiat von Kookaburra Sits in the Old Gum Tree sei und gab damit dem Kläger und Inhaber der Urheberrechte, dem australischen Musikverlag Larrikin, recht.